# Liste der denkmalgeschützten Objekte in Artstetten-Pöbring
Die Liste der denkmalgeschützten Objekte in Artstetten-Pöbring enthält die 12 denkmalgeschützten, unbeweglichen Objekte der niederösterreichischen Marktgemeinde Artstetten-Pöbring.

## Denkmäler
| Foto |                 | Denkmal | Standort                                              | Beschreibung | Metadaten |
| ---- | --------------- | --- | ----------------------------------------------------- | --- | --- |
| ja   | Datei hochladen | Ehem. Fürnbergsche Poststraße HERIS-ID: 34727 Objekt-ID: 33102                                                     | Standort KG: Aichau                                   | Josef Weber von Fürnberg errichtete 1791 eine Poststraße, die auch durch das Gebiet von Aichau führt. Die von ihm gegründeten Poststationen erhielt er vom Kaiser als Erbeigentum. Zum Einzugsgebiet der Fürnbergschen Post gehörte der größte Teil des Waldviertels. | BDA-Hist.: Q64692019 Status: § 2a Stand der BDA-Liste: 2025-06-30 Name: Ehem. Fürnberg’sche Poststraße GstNr.: 309/1 Fürnbergsche Poststraße                                                             |
| ja   | Datei hochladen | Wegkapelle mit Pietà HERIS-ID: 59552 Objekt-ID: 70945 marterl.at: 20159                                            | gegenüber Hauptstraße 24 Standort KG: Artstetten      | Der Kapellenbildstock südlich des Ortes wurde Ende des 18. Jahrhunderts erbaut. Er verfügt über eine Pietà-Gruppe aus der Bauzeit. | BDA-Hist.: Q38087702 Status: § 2a Stand der BDA-Liste: 2025-06-30 Name: Wegkapelle mit Pietà GstNr.: 666/2 Wegkapelle mit Pietà Artstetten-Pöbring                                                       |
| ja   | Datei hochladen | Pfarrhof HERIS-ID: 49469 Objekt-ID: 53201                                                                          | Kirchengasse 9 Standort KG: Artstetten                | Der Pfarrhof unterhalb der Kirche, ein stattlicher zweigeschoßiger Bau mit abgewalmtem Satteldach, verfügt über ein Kreuzgewölbe mit Stuckgraten. | BDA-Hist.: Q38034021 Status: § 2a Stand der BDA-Liste: 2025-06-30 Name: Pfarrhof GstNr.: 145 |
| ja   | Datei hochladen | Pranger HERIS-ID: 69211 Objekt-ID: 82260 marterl.at: 11810                                                         | gegenüber Prangerplatz 5 Standort KG: Artstetten      | Der Pranger am Hauptplatz von Artstetten wurde in der zweiten Hälfte des 17. Jahrhunderts gebaut. Sein viereckiger Schaft ist leicht abgefast und trägt ein profiliertes Gesims. Darauf befindet sich ein barocker Zwiebelaufsatz mit einer bekrönenden Steinkugel, aus der eine Metallfahne herausragt. | BDA-Hist.: Q38121862 Status: § 2a Stand der BDA-Liste: 2025-06-30 Name: Pranger GstNr.: 673/1 Pranger Artstetten                                                                                         |
| ja   | Datei hochladen | Schloss Artstetten samt Gartenanlage (Freitreppen, Stützmauern, Badehaus u. dgl.) HERIS-ID: 33598 Objekt-ID: 31237 | Schlossplatz 1 Standort KG: Artstetten                | Das Schloss Artstetten ist ein historistisch erweitertes und mehrfach umgebautes Renaissanceschloss, das wahrscheinlich auf den Grundfesten einer mittelalterlichen Burg steht. | BDA-Hist.: Q697003 Status: Bescheid Stand der BDA-Liste: 2025-06-30 Name: Schloss Artstetten samt Gartenanlage (Freitreppen, Stützmauern, Badehaus u. dgl.) GstNr.: 678 Schloss Artstetten               |
| ja   | Datei hochladen | Kath. Pfarrkirche, Burg-/Schlosskapelle hl. Jakob d. Ä. HERIS-ID: 49470 Objekt-ID: 53203                           | bei Schlossplatz 1 Standort KG: Artstetten            | Die auf den hl. Jakobus den Älteren geweihte Pfarrkirche an der Ostseite des Schlosses ist mit dem darunter liegenden Markt durch eine Treppe verbunden. Der ehemals freistehende gotische Bau des 14. Jahrhunderts wurde 1691–1698 zu einem barocken Saalbau erweitert und im Westen bis zum Schloss verlängert. 1868/1869 und 1913 erfolgten Umgestaltungen im Stil des Historismus.                                                                      | BDA-Hist.: Q1409752 Status: § 2a Stand der BDA-Liste: 2025-06-30 Name: Kath. Pfarrkirche, Burg-/Schlosskapelle hl. Jakob d. Ä. GstNr.: 690 St. Jakobus der Ältere (Artstetten)                           |
| ja   | Datei hochladen | Alte Steinbrücke und Altstraße (An der Schwarza) ehem. Fürnbergsche Poststraße HERIS-ID: 46992 Objekt-ID: 49405    | An der Schwarza Standort KG: Lohsdorf an der Schwarza | An diesem Abschnitt der Fürnbergschen Poststraße bei Lohsdorf führt eine Steinbrücke über die Schwarza. | BDA-Hist.: Q64692023 Status: Bescheid Stand der BDA-Liste: 2025-06-30 Name: Alte Steinbrücke und Altstraße (An der Schwarza) ehem. Fürnberg’sche Poststraße GstNr.: 482/2, 474/2 Fürnbergsche Poststraße |
| ja   | Datei hochladen | Ortskapelle Nussendorf HERIS-ID: 58500 Objekt-ID: 69190                                                            | neben Nussendorf 7 Standort KG: Nussendorf            | Die Ortskapelle von Nussendorf ist ein rechteckiger Bau des Jahres 1866, mit Dreiachtelschluss, Satteldach, Dachreiter und spitzbogigen Fenster- und Türöffnungen. Im zweijochigen Innenraum befindet sich ein Tonnengewölbe mit Stichkappen auf flachen Wandvorlagen. Die Apsis ist durch einen flachen Gurtbogen abgesetzt. Am Altar ist ein Bildnis der Maria mit Kind und barocker Krone zu sehen, das vermutlich im 16. Jahrhundert angefertigt wurde. | BDA-Hist.: Q38083686 Status: § 2a Stand der BDA-Liste: 2025-06-30 Name: Ortskapelle Nussendorf GstNr.: .42 Ortskapelle Nussendorf Artstetten-Pöbring                                                     |
| ja   | Datei hochladen | Alte Steinbrücke und Altstraße (An der Schwarza), ehem. Fürnberg’sche Poststraße HERIS-ID: 60249 Objekt-ID: 72416  | An der Schwarza Standort KG: Payerstetten             | Diese ebenfalls zur Fürnberg’schen Poststraße gehörende Steinbrücke über die Schwarza befindet sich bei Payerstetten. | BDA-Hist.: Q38091207 Status: Bescheid Stand der BDA-Liste: 2025-06-30 Name: Alte Steinbrücke und Altstraße (An der Schwarza) ehem. Fürnberg'sche Poststraße GstNr.: 309, 303                             |
| ja   | Datei hochladen | Pfarrhof HERIS-ID: 69204 Objekt-ID: 82253                                                                          | Pöbring 6 Standort KG: Pöbring                        | Der zweigeschoßige Pfarrhof liegt auf einer Anhöhe westlich der Kirche. Er ist durch ein Walmdach gedeckt und hat Fenster- und Türrahmungen aus dem späten 19. Jahrhundert. Die Räume im Erdgeschoß weisen Tonnen- und Platzlgewölbe aus dem 18./19. Jahrhundert auf. Das Obergeschoß verfügt über Stuckspiegel. | BDA-Hist.: Q38121853 Status: § 2a Stand der BDA-Liste: 2025-06-30 Name: Pfarrhof GstNr.: .6 |
| ja   | Datei hochladen | Burg Pöbring HERIS-ID: 46909 Objekt-ID: 49294                                                                      | Pöbring 10 Standort KG: Pöbring                       | Die Burg Pöbring wurde erstmals im 12. Jahrhundert urkundlich erwähnt. Sie war der Stammsitz der Ritter von Biberaren. Bereits 1487 war sie verödet und gelangte im Tausch gegen die Rosenburg von den Grabnern an die Rogendorfer. Reste der ausgedehnten Anlage sind möglicherweise in der Nordwand der Pfarrkirche erhalten. | BDA-Hist.: Q38024667 Status: Bescheid Stand der BDA-Liste: 2025-06-30 Name: Burg Pöbring GstNr.: 341, 343/1, 344, 329/1, 343/2, 343/3, 329/3                                                             |
| ja   | Datei hochladen | Kath. Pfarrkirche hl. Bartholomäus HERIS-ID: 58501 Objekt-ID: 69191                                                | neben Pöbring 12 Standort KG: Pöbring                 | Die Pfarrkirche St. Bartholomäus ist ein spätgotischer Bau aus unverputztem Bruchsteinmauerwerk auf einer Felsterrasse westlich des Schwarzaubachtales. Die Kirche wurde um 1500 erbaut. Sie hat einen niedrigen Westturm, der den steilen Dachfirst des Langhauses leicht überragt. | BDA-Hist.: Q1291163 Status: § 2a Stand der BDA-Liste: 2025-06-30 Name: Kath. Pfarrkirche hl. Bartholomäus GstNr.: .19 St. Bartholomäus (Pöbring)                                                         |